# Pinkfong
Pinkfong (en hangul, 핑크퐁) es una marca educativa para niños de The Pinkfong Company, una compañía de entretenimiento educativo de Corea del Sur. Pinkfong se compone principalmente de canciones infantiles, de las cuales la más famosa es «Baby Shark», con más de cuarenta mil millones de visitas en YouTube. Su canal educativo tiene más de 82,8 millones de suscriptores, con una programación colorida de historias, canciones y bailes representados por un zorro rosado llamado «Pinkfong». La compañía global de desarrollo de productos tiene más de 3,500 videos, canciones, juegos y aplicaciones para niños.

## Historia
Pinkfong se formó con el inicio de SmartStudy en su sede de Seúl, en junio de 2010. Una sucursal de Los Ángeles con algunos empleados abrió sus puertas en 2016, y otra se encuentra en Shanghái. El CEO de la sucursal de Estados Unidos, Bin Jeong, dijo que el nombre fue creado a partir del personaje del zorro rosa y el divertido sonido de "fong" que sonaba similar a "teléfono". La atención se centra en niños de uno a cinco años. Para 2015, la compañía había lanzado 520 aplicaciones móviles con aplicaciones de base central como "Pinkfong Nursery Rhymes". El director financiero y cofundador de SmartStudy, Lee Ryan Seung-kyu, dijo que las rimas infantiles habituales eran "lentas y tranquilas", por lo que comenzaron con un pequeño proyecto, en busca de una canción más optimista "para la nueva generación" que fuera atractiva a nivel mundial. El canal de YouTube "Pinkfong! Kids 'Songs & Stories" se lanzó el 13 de diciembre de 2011, con el personaje de la marca, un zorro de dibujos animados de color rosa o magenta, un Príncipe del planeta Staria, inspirado por el zorro en el libro clásico francés El Principito de Antoine de Saint-Exupéry.

## Comparaciones con otras animaciones
Pinkfong se unió a otro personaje antropomórfico "querido" llamado Pororo, un favorito de los niños de toda la vida en Corea del Sur, en el mercado de la educación preescolar. Ambos personajes se hicieron reconocibles en todo el mundo y, como Pororo, los niños y los padres comenzaron a asociar al zorro rosa con la educación de los niños. En mayo de 2017, el periodista Kim Young-joo del periódico JoongAng Ilbo escribió que Pinkfong, un personaje del zorro rosado del desierto que combina un zorro y un teléfono, está "emergiendo como el segundo Pororo", y las amas de casa con niños pequeños lo llaman "Presidente Pinkfong". El CEO Lee dijo que Pinkfong podría describirse "en algún lugar entre Disney y Sesame Street". En agosto de 2018, la comparación de los suscriptores del canal de YouTube mostró que la marca establecida, Sesame Street, tenía 3.9 millones de suscriptores y Pinkfong tenía 10 millones.

## Canal de Youtube
Los videos del canal de YouTube incluyen canciones, rimas e historias preescolares educativas que incorporan el uso de colores, números y letras. Las letras de las canciones son repetitivas, la animación es brillante y audaz, y duran de uno a dos minutos. Algunos se agrupan en compilaciones de video, como "Planet Songs" y "Christmas Carols", y además de la animación, algunos incluyen claymation y actores infantiles. La corta duración se realizó para acomodar las vistas de teléfonos celulares en las aplicaciones móviles educativas de YouTube y SmartStudy. Tres de sus videos más populares son "Baby Shark", "Police Car" y "The Lion". La receptividad de los niños que vieron "Baby Shark" se mostró en un video de YouTube de una clase de 55 estudiantes de primaria en Xi'an, China, publicado por su profesor de inglés, el francés Florian Marquette, a fines de 2015. Dijo que la primera vez que lo vieron respondieron con expresiones de sorpresa, e inmediatamente comenzaron a cantar.

## Canción "Baby Shark"
La canción original "Baby Shark" era una canción de guardería de la década de 1900, un canto en el campamento de verano y en los patios escolares, que era ampliamente conocido en los Estados Unidos y Gran Bretaña. La versión detalla un final trágico, donde el nadador en pánico es comido por los tiburones.
El "Baby Shark" de Pinkfong usa el canto tradicional, incorpora un verso repetitivo y agrega música de estilo K-pop. Lee Sung-bok, presidente de la Asociación de Compositores de Música Infantil de Corea, dijo que las letras que incorporan a tres generaciones de la familia de los tiburones fueron significativas en su éxito y dijo: "A los niños les encanta la canción del tiburón bebé por su ritmo fácil y repetitivo". El compositor Jin Jin dijo que la canción logró el objetivo de la simplicidad, que los compositores profesionales buscan: "Una canción pop definitivamente necesita un gran gancho. Eso es lo más importante "y" Tiene la repetición y el 'do do do do do' es un lenguaje global e internacional. Cualquier país o idioma puede relacionarse con eso ".